# Паарталу, Эрик
Эрик Эндель Паарталу (англ. Erik Endel Paartalu; 3 мая 1986, Сидней, Австралия) — австралийский футболист, опорный полузащитник. Выступал за сборную Австралии.

## Биография
Дедушка и бабушка футболиста были из Эстонии. После Второй мировой войны они эмигрировали в Австралию. У самого игрока есть двойное гражданство. Паарталу начал карьеру выступая за команды NSL «Нозерн Спирит», «Нозерн Тайгерс» и «Парраматта». В 2008 году он переехал в Шотландию, где стал футболистом клуба «Гретна». С новой командой Эрик в первом же сезоне вышел в шотландскую Премьер-лигу. В 2008 году Паарталу на правах аренды выступал за «Стерлинг Альбион». После окончания аренды он подписал контракт с «Гринок Мортон». 9 августа в матче против «Сент-Джонстона» Эрик забил свой первый гол за новый клуб.
В 2010 году Паарталу вернулся в Австралию, заключив соглашение с «Брисбен Роар». 8 августа в матче против «Голд Кост Юнайтед» он дебютировал в А-Лиге. 25 сентября в поединке против «Мельбурн Сити» Эрик забил свой первый гол за «Брисбен». В составе клуба Паарталу дважды выиграл чемпионат Австралии.
В 2013 году он уехал на заработки в Китай, подписав контракт с командой «Тяньцзинь Тэда». В марте в матче против «Ляонин Хувин» Паарталу дебютировал в китайской Суперлиге. 6 апреля в поединке против «Шаньдун Лунэн» Эрик забил свой первый гол за новую команду. В начале 2014 года он перешёл в тайский «Муангтонг Юнайтед». 8 марта в матче против ТОТ он дебютировал в чемпионате Таиланда. 28 мая в поединке против «Порта» Эрик забил свой первый гол за «Юнайтед».
Летом того же года Паарталу вернулся на родину, подписав контракт с «Мельбурн Сити». 11 октября в матче против «Сиднея» он дебютировал за новый клуб. 16 ноября в поединке против «Сентрал Кост Маринерс» Эрик забил свой первый гол за «Мельбурн».

## Международная карьера
В 2003 году в составе юношеской сборной Австралии Паартаелу принял участие в юношеском чемпионате мира в Финляндии.
20 июля 2013 года в матче Кубка Восточной Азии против сборной Северной Кореи Эрик дебютировал за сборную Австралии.

## Достижения
Командные
 «Брисбен Роар»
- Чемпионат Австралии по футболу — 2010/2011
- Чемпионат Австралии по футболу — 2012/2012